# Psilopygida basalis
Psilopygida basalis is een vlinder uit de familie van de nachtpauwogen (Saturniidae), uit de onderfamilie van de Ceratocampinae.
De wetenschappelijke naam van de soort is voor het eerst gepubliceerd door Ezra Michener in 1952.
De soort komt voor in Brazilië.